# Jardins Caliclanos

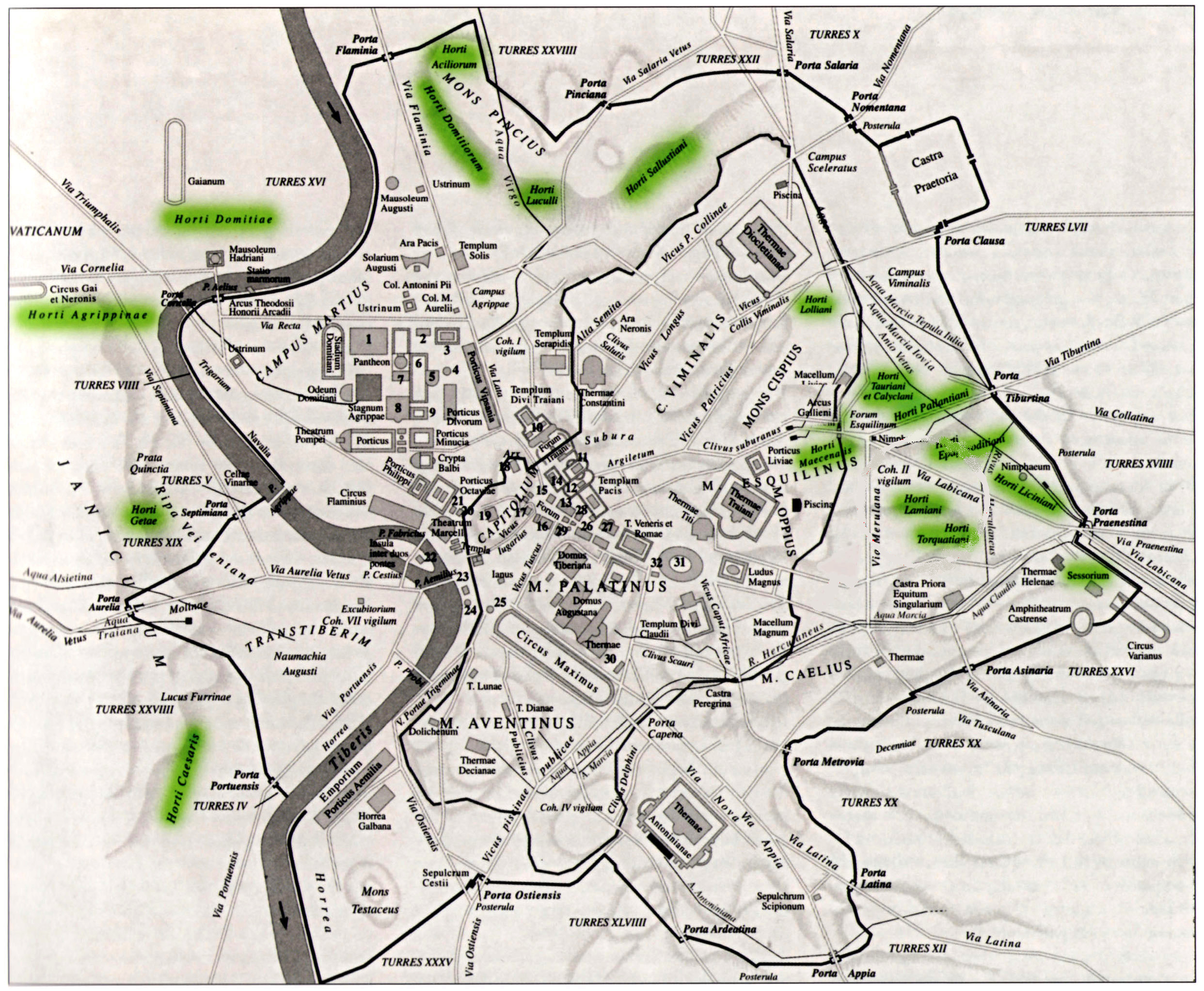
Neste mapa dos jardins da Roma Antiga, o destaque está indicando os Jardins Lamianos. Logo ao norte (acima), estão os Horti Tauriani et Calyclani.

Jardins Caliclanos (em latim: Horti Calyclani) eram antigos jardins romanos situados no monte Esquilino, no rione de mesmo nome de Roma, perto da igreja de Sant'Eusebio

## História
Estes jardins são conhecidos apenas através de três cipos de fronteira. O primeiro com a inscrição CIPPI HI FINIU[NT] / HORTOS CALYCLAN (os!) / ET TAURIANOS está preservado no Antiquário Comunal do Célio. Um segundo, com a mesma inscrição, foi notado em 1879 no Museo Kircheriano, mas está em local desconhecido. O terceiro, descoberto em 1951, está também no Antiquário do Célio e traz a seguinte inscrição: CIPPI HI FINIU[NT] / HORTOS CALYCLAN (os!). Importante notar que em dois casos, os Jardins Caliclanos estão mencionados juntamente com os Jardins Taurianos, que era vizinho.
Os dois cipos mais antigos foram recuperados ainda in situ em 1873 perto da igreja de Sant'Eusebio, logo depois da linha da Muralha Serviana (áger), ao norte da Via Principe Amedeo. Estes eram os postes limítrofes entre os dois jardins, mas não existe nenhuma indicação topográfica que permita colocar qualquer um deles de um lado ou de outro, a leste ou a oeste, dos cipos.
O terceiro cipo, que menciona apenas os Jardins Caliclanos, foi descoberto em 1951 na Via Giolitti, quase na esquina com a Via Cappellini, substancialmente alinhado com os dois cipos de 1873 e com a inscrição volta para  sudeste.
Por causa da ligação entre o Fórum Tauriano e a igreja de Santa Bibiana parece preferível a hipótese que os Jardins Taurianos ficassem para o oriente e os Caliclanos, para o ocidente em relação à igreja de Sant'Eusebio.
Finalmente, permanece obscura a origem do nome destes jardins, possivelmente uma forma ligada a Calycles ou, com menor probabilidade, com Calyx, personagens desconhecidos.